# 수부티

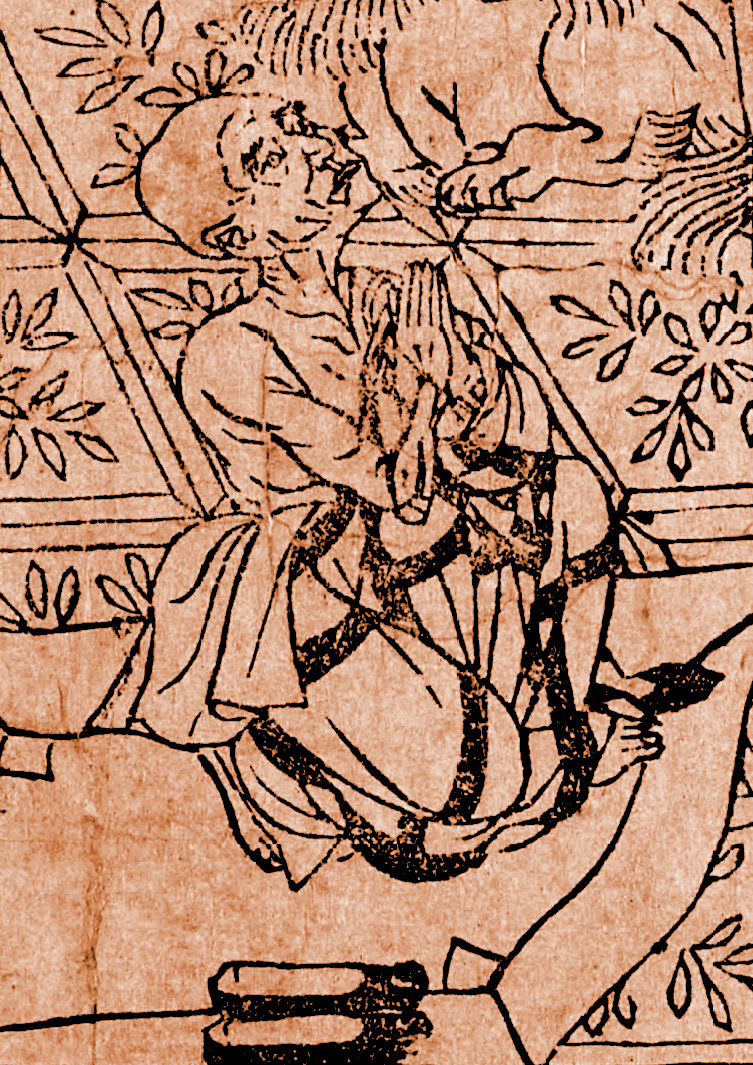

수부티(산스크리트어: सुभूति) 또는 수보리(須菩提)는 석가모니의 십대제자 중 한 명이다. 공(空)에 대해 깊이 이해하였다 하여 해공제일(解空第一)이라 불린다.

## 생애
수보리의 생애는 불경에 전해지는 단편적인 이야기 이외에는 알려진 것이 없으나 일반적으로 슈라바스티의 상인 집안 출신으로 알려져 있다. 숙부였던 수달다(須達多)가 기원정사(祇園精舎)를 세우고 석가모니를 모시고 설법을 하였을 때, 그 설법을 듣고 출가하였다고 한다.

## 경전
수보리는 공(空)에 대한 이해가 깊어 해공제일로 불리며, 이와 관계가 깊은 반야경계 경전에 부처의 대화상대로 흔히 등장한다. 유명한 경전으로는 금강경, 반야심경 등이 있다.

## 문학
서유기에서 손오공의 스승으로 등장한다.

## 같이 보기
- 금강경
- 반야심경